# Проезд Ивана Паристого
Прое́зд Ива́на Паристого — улица в районе Лефортово Юго-Восточного административного округа города Москвы. Проходит от Авиамоторной улицы до дома 21 по ней же.

## Название
Проекти́руемый прое́зд № 1210 получил название 1 марта 2016 года в честь Ивана Леонтьевича Паристого — советского и российского железнодорожника, руководителя Московской железной дороги с 1979 по 1999 год, почётного гражданина Москвы.

## Описание
Проезд начинается от Авиамоторной улицы рядом с примыканием к ней Энергетической улицы, проходит на север и идёт по индустриальной зоне вдоль железной дороги Казанского и Рязанского направлений Московской железной дороги параллельно Авиамоторной улице. Заканчивается у дома № 21 по Авиамоторной улице с выездом на неё же в месте примыкания Юрьевского переулка.
Автомобильное движение по проезду начинается между домами № 37 и 35 по Авиамоторной улице. Домовладений по улице не числится.